# Aspidelaps
Aspidelaps – rodzaj jadowitych węży z rodziny zdradnicowatych (Elapidae).

## Zasięg występowania
Rodzaj obejmuje gatunki występujące w Afryce (Angola, Namibia, Botswana, Zimbabwe, Eswatini, Mozambik i Południowa Afryka).

## Systematyka

### Etymologia
- Aspidelaps: gr. ασπις aspis, ασπιδος aspidos „tarcza”[5]; ελοψ elops, ελοπος elopos „niemy”, tu w znaczeniu „jakiś rodzaj węża”[6].
- Cyrtophis: gr. κυρτος kurtos „zakrzywiony, wypukły”, od κυπτω kuptō „pochylać się, garbić”[7]; οφις ophis, οφεως opheōs „wąż”[8]. Gatunek typowy: Cyrtophis scutatus Smith, 1849.

### Podział systematyczny
Do rodzaju należą następujące gatunki:
- Aspidelaps lubricus (Laurenti, 1768) – płużnica przylądkowa[9]
- Aspidelaps scutatus (A. Smith, 1849)